# Богородицк
Богородицк (рус. Богородицк) град је у Русији у Тулској области. Према попису становништва из 2010. у граду је живело 31897 становника.

## Становништво
| 1939.  | 1959.  | 1970.  | 1979.  | 1989.  | 2002.  | 2010.  |
| ------ | ------ | ------ | ------ | ------ | ------ | ------ |
| 13.194 | 24.427 | 32.458 | 33.251 | 33.552 | 30.884 | 31.897 |

## Градови побратими
- Лучењец
- Рецато